# Notoliparis
Notoliparis es un género de peces de la familia Liparidae, del orden Scorpaeniformes. Este género marino fue descrito científicamente en 1975 por Anatoly Petrovich Andriyashev.

## Especies
Especies reconocidas del género:
- Notoliparis antonbruuni Stein, 2005
- Notoliparis kermadecensis (J. G. Nielsen, 1964) [2]
- Notoliparis kurchatovi Andriashev, 1975
- Notoliparis macquariensis Andriashev, 1978
- Notoliparis stewarti Stein, 2016 [2]